# Ceamurlia de Jos
Ceamurlia de Jos est une commune du județ de Tulcea en Roumanie.